# 澤萊納 (維蒂夫齊市鎮)
49°31′20″N 26°29′23″E / 49.52222°N 26.48972°E
澤萊納（烏克蘭語：Зелена）是位於烏克蘭西部的村莊，由赫梅利尼茨基州裡赫梅利尼茨基區的維季夫齊市鎮負責管轄。該村面積1.17平方公里，海拔高度300米，2001年人口628，人口密度每平方公里538.59人。